# Eminia
Eminia es un género de plantas con flores con nueve especies perteneciente a la familia Fabaceae.

## Especies
- Eminia antennulifera (Baker) Taub.
- Eminia benguellensis Torre
- Eminia eminens Taub.
- Eminia harmsiana De Wild.
- Eminia holubii (Hemsl.)Taub.
- Eminia lepida Hartlaub 1881
- Eminia major Harms
- Eminia noldeana Harms
- Eminia polyadenia Hauman